# La gatta sul tetto che scotta (film 1958)
La gatta sul tetto che scotta (Cat on a Hot Tin Roof) è un film del 1958 diretto da Richard Brooks, tratto dall'omonimo dramma teatrale di Tennessee Williams.

## Trama
Una notte, Brick Pollitt posiziona le barriere di corsa ad ostacoli lungo lo stadio, ricordando i tempi in cui era un giocatore di football. Benché sia ubriaco, decide di effettuare il percorso, ma cade fratturandosi una caviglia e dovendo quindi ricorrere alle stampelle fino alla guarigione. Insieme a sua moglie, Maggie "la gatta", è in visita dai suoi genitori nella loro casa nel Mississippi, per festeggiare il 65º compleanno di suo padre, Harvey "Big Daddy". Depresso, Brick trascorre le proprie giornate chiuso in casa, bevendo whiskey e restando impassibile di fronte ai tentativi di seduzione della moglie, nonché ai dubbi di lei circa la lealtà del fratello maggiore di Brick e della cognata, riguardo all'eredità paterna.

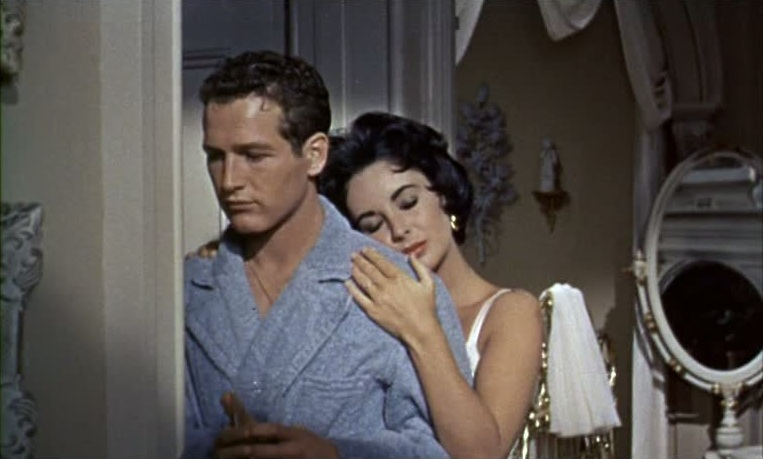
Paul Newman e Liz Taylor in una scena

Harvey, padre di Brick, di ritorno dall'ospedale, non è al corrente di essere malato terminale di cancro poiché la famiglia ed i dottori rifiutano di parlargliene; neanche sua moglie, "Big Mama", è a conoscenza della verità sulla salute del marito. Quando il medico rivela anche a Brick le reali condizioni di salute del padre, gettandolo ancora più nello sconforto, Maggie si adopera per un riavvicinamento tra padre e figlio, ma Brick si rifiuta. Tra lui e il padre inizia una discussione serrata e quando Harvey, furente con Brick perché alcolizzato, lo incalza domandandogli il motivo della sua ostinazione, il figlio, arrabbiato, tenta di fuggire, ma viene trattenuto da Maggie che lo invita a calmarsi e ragionare.
La ragione alla base della depressione di Brick è il suicidio del suo amico fraterno Skipper, compagno di squadra di football. Brick è convinto che sul gesto estremo di Skipper abbia influito la gelosia di Maggie che mal sopportava la loro amicizia. In un crescendo di dialoghi le verità familiari emergono drammaticamente: Maggie, gelosa della dipendenza di Skipper dal marito e infelice per non essere riuscita ad avere figli, ammette di aver sedotto Skipper per allontanarlo da Brick, screditandolo ai suoi occhi. Colmo di vergogna Skipper, dopo avere tentato invano di contattare Brick, si era suicidato, e Brick, pur colpevolizzando la moglie, in realtà è roso dal rimorso di non avere risposto alle disperate telefonate dell'amico.
Brick nel frattempo ha infranto il muro di finzione attorno al padre rivelandogli che il suo male è incurabile e questi, dopo aver realizzato l'amara realtà, chiama a raccolta la famiglia. Scopre quindi il tentativo di circuirlo da parte del figlio maggiore e della nuora; capisce che in fondo la moglie Ida, rimastagli fedelmente accanto per trent'anni, forse merita qualcosa. Decide per il tempo restante di impegnarsi a visitare le sue proprietà e a dedicare del tempo ai suoi affetti, ricordando suo padre, morto in assoluta povertà lasciandogli solo una valigia di cartone: "lo amavo quel vagabondo" dirà Big Daddy.
Il confronto duro ma leale con il padre solleva Brick che, pur detestando la menzogna e l'ipocrisia, asseconda la bugia compassionevole della moglie quando lei dichiara di essere incinta solamente per regalare un'ultima gioia al suocero malato. Infine Brick e Maggie si abbandonano a un bacio liberatorio.

## Il tema dell'omosessualità
In occasione della trasposizione sullo schermo, per non incappare nelle maglie del Codice Hays che proibiva anche la semplice menzione delle "perversioni sessuali", fu soppressa la tematica originaria del testo teatrale: Brick, un atleta, non riesce a desiderare la bellissima e focosa moglie perché non si è mai ripreso dalla morte (per suicidio) di un compagno di squadra, Skipper, di cui era innamorato, senza però sapere o accettare di essere omosessuale. O meglio, più che non sapere, annega nell'alcol qualunque barlume di consapevolezza rischi di venire a galla.
Questa riscrittura creò qualche incongruenza nella vicenda che, privata della motivazione centrale del dramma, presenta aspetti psicologicamente deboli (nel film Brick è traumatizzato sia perché ha perso un compagno di squadra, le cui doti aveva idealizzato, sia perché gli è crollato un mito quando lo ha visto flirtare con la moglie).
Anche la causa scatenante del dramma (il tentativo di seduzione di Skipper da parte della moglie, nel tentativo di ingelosire il marito e interessarlo a sé) assume ben diverso rilievo drammatico a seconda che si tratti, come nel testo teatrale, di uno shock per la delusione provata nei confronti dell'uomo amato, o di una delusione per il venir meno di una figura di amico idealizzato. Del resto, nel film stesso Skipper emerge in realtà come atleta mediocre, che vive di luce riflessa di Brick, che lo trasfigura perché lo ama, e non il contrario.
Ciononostante il film è considerato un classico, anche grazie alle interpretazioni magistrali di uno smagliante Paul Newman, un vulcano di rabbia repressa e infelicità inesprimibile, che dirige contro sé stesso autodistruggendosi, e di un'elettrizzante Elizabeth Taylor che rende onore al titolo, donna passionale, sinceramente innamorata e disposta a tutto per riavere l'uomo che ama, ma proprio perché innamorata incapace di credere alla vera causa del suo disinteresse.

## Riconoscimenti
- 1959 - Premio Oscar
  - Candidatura Miglior film a Lawrence Weingarten
  - Candidatura Migliore regia a Richard Brooks
  - Candidatura Miglior attore protagonista a Paul Newman
  - Candidatura Miglior attrice protagonista a Elizabeth Taylor
  - Candidatura Migliore sceneggiatura non originale a Richard Brooks e James Poe
  - Candidatura Migliore fotografia a William H. Daniels
- 1959 - Golden Globe
  - Candidatura Miglior film drammatico
  - Candidatura Miglior regia a Richard Brooks
- 1959 - Premio BAFTA
  - Candidatura Miglior film internazionale
  - Candidatura Miglior attore straniero a Paul Newman
  - Candidatura Migliore attrice straniera a Elizabeth Taylor
- 1958 - National Board of Review Award
  - Migliori dieci film
- 1959 - Directors Guild of America
  - Candidatura Miglior regia a Richard Brooks
- 1959 - Laurel Awards
  - Miglior performance femminile drammatica a Elizabeth Taylor
  - Candidatura Miglior film drammatico
  - Candidatura Miglior performance maschile drammatica a Paul Newman
- 1959 - Writers Guild of America
  - Candidatura Miglior sceneggiatura per un film drammatico statunitense a Richard Brooks e James Poe

## Curiosità
- L'opera doveva essere girata in bianco e nero, ma si decise per il colore, conoscendo l'amore dei rispettivi fan per gli occhi azzurri di Paul Newman e per gli occhi viola di Liz Taylor.
- Burl Ives, che interpreta il padre, e Jack Carson, che interpreta il figlio maggiore, sono separati da un solo anno di età.